# جيري هيل (مغنية)
يانا أولكساندريفنا شيمايفا (بالأوكرانية: Я́на Олекса́ндрівна Шема́єва)(من مواليد 21 أكتوبر 1995) المعروفة بإسم جيري هيل (بالأوكرانية: Дже́ррі Гейл) هي مغنية وكاتبة أغاني ويوتيوبر أوكرانية، بدأت حياتها المهنية بعد إطلاق قناتها على يوتيوب في عام 2012 ونشرت من خلالها مقاطع موسيقية وفيديو.
بدأت هيل مسيرتها الموسيقية الاحترافية في عام 2017 حيث أطلقت أول أغنياتها أين بيتي De miy dim، وأصدرت لاحقًا أغنية Ohrana Otmena في عام 2019، والتي أصبحت من أفضل خمس أغاني في أوكرانيا، وتم إصدار ألبومها الأول يايانا YA_YANA لاحقًا في أكتوبر من نفس العام.
منذ أن بدأت قناتها على يوتيوب حصلت علي أكثر من 34.9 مليون مشاهدة و193 ألف مشترك.

## سيرتها
وُلدت هيل بإسم يانا شيمايفا في فاسيلكيف، وهي مدينة تقع في مقاطعة كييفستا الاوكرانية. يعمل والداها بمجال التجارة، التحقت هيل بمدارس الموسيقى في كييف، حيث درست بمعهد ر. جلير كييف للموسيقى وأكاديمية بترو تشايكوفسكي الوطنية للموسيقى في أوكرانيا.
1. ↑   https://twitter.com/UKRINFORM/status/1790315078308204940. {{استشهاد ويب}}: |url= بحاجة لعنوان (مساعدة) والوسيط |title= غير موجود أو فارغ (من ويكي بيانات) (مساعدة)
2. ↑  "ЕЙ, ПРИЙДЕШ ДО МЕНЕ НА ДНЮХУ?". اطلع عليه بتاريخ 2021-12-26.
3. ↑  "Інтерв'ю з блогеркою Jerry Heil". مؤرشف من الأصل في 2022-12-17.
4. ↑  "Історія Jerry Heil: як відеоблогерка з Василькова зачарувала ONUKA та The Maneken". مؤرشف من الأصل في 2022-12-17. اطلع عليه بتاريخ 2017-12-19.